# Episodi di Star Trek: Short Treks (seconda stagione)
La seconda stagione della serie televisiva Star Trek: Short Treks è stata pubblicata tra il 2019 e il 2020, tra la seconda e la terza stagione di Star Trek: Discovery. Alcuni episodi fungono da prequel alle serie Star Trek: Discovery (The Girl Who Made the Stars), Star Trek: Picard (Children of Mars) e Star Trek: Strange New Worlds (Q&A, The Trouble with Edward e Ask Not). Accanto ai titoli italiani sono indicati i titoli originali. Paramount+ ha reso disponibile il doppiaggio italiano a partire dal 7 maggio 2025.
Per questa stagione la serie è stata candidata a un Golden Reel Awards del 2020, nella categoria Live Action Under 35:00, per l'episodio The Trouble with Edward, e a un Primetime Emmy Awards del 2020, nella categoria Outstanding Short Form Comedy or Drama Series, per l'intera serie.
| nº | Titolo originale            | Titolo italiano               | Pubblicazione USA | Pubblicazione Italia |
| -- | --------------------------- | ----------------------------- | ----------------- | -------------------- |
| 1  | Q&A                         | Domande e risposte            | 5 ottobre 2019    | 7 maggio 2025        |
| 2  | The Trouble with Edward     | Il problema con Edward        | 10 ottobre 2019   | 7 maggio 2025        |
| 3  | Ask Not                     | Non chiederti                 | 14 novembre 2019  | 7 maggio 2025        |
| 4  | The Girl Who Made the Stars | La bambina che creò le stelle | 12 dicembre 2019  | 7 maggio 2025        |
| 5  | Ephraim and Dot             | Ephraim e Dot                 | 12 dicembre 2019  | 7 maggio 2025        |
| 6  | Children of Mars            | Figli di Marte                | 9 gennaio 2020    | 7 maggio 2025        |

## Domande e risposte
- Titolo originale: Q&A
- Diretto da: Mark Pellington
- Scritto da: Michael Chabon

### Trama
Nel suo primo giorno a bordo della USS Enterprise, il guardiamarina Spock rimane bloccato in un turboascensore assieme al severo Primo Ufficiale Una Chin-Riley (“Numero Uno”). Attendendo che l'ascensore venga riparato, Spock pone alla Numero Uno diverse domande e i due legano sulla base delle loro similitudini.
- Interpreti: Rebecca Romijn (Una Chin-Riley), Ethan Peck (Spock), Anson Mount (Christopher Pike).
- L'episodio rappresenta un'anticipazione della serie Star Trek: Strange New Worlds.[4]

## Il problema con Edward
- Titolo originale: The Trouble with Edward
- Diretto da: Daniel Gray Longino
- Scritto da: Graham Wagner

### Trama
Sulla USS Cabot, l'ufficiale scientifico Edward Larkin cerca di risolvere il problema della carenza di cibo di un pianeta aggiungendo DNA umano ai triboli contro gli ordini del suo capitano, creando così una specie mutante che nasce già incinta e si riproduce a ritmo esponenziale. La Cabot viene invasa e Larkin muore scegliendo di rimanere a bordo mentre il resto dell'equipaggio scappa.
- Interpreti: Anson Mount (Christopher Pike), Rosa Salazar (Lynne Lucero), H. Jon Benjamin (Edward Larkin).
- L'episodio, che cita il celebre episodio della serie classica Animaletti pericolosi (The Trouble with Tribbles), rappresenta un'anticipazione della serie Star Trek: Strange New Worlds.[4]

## Non chiederti
- Titolo originale: Ask Not
- Diretto da: Sanji Senaka
- Scritto da: Kalinda Vazquez

### Trama
Quando la Stazione 28 viene attaccata, la cadetta Thira Sidhu si prende cura di un prigioniero ribelle: il capitano Christopher Pike dell'Enterprise. Pike tenta di fare pressione su Sidhu affinché lo rilasci, ma lei rifiuta. Pike rivela che questo è un test simulato e, superandolo, Sidhu viene accettata come parte dell'equipaggio dell'Enterprise.
- Interpreti: Anson Mount (Christopher Pike), Rebecca Romijn (Una Chin-Riley), Ethan Peck (Spock) e Amrit Kaur (Thira Sidhu).
- L'episodio rappresenta un'anticipazione della serie Star Trek: Strange New Worlds.[4]

## La bambina che creò le stelle
- Titolo originale: The Girl Who Made the Stars
- Diretto da: Olatunde Osunsanmi
- Scritto da: Brandon Schultz

### Trama
Il padre della giovane Michael Burnham allevia la sua paura del buio raccontandole la storia di una giovane ragazza africana. Nella storia, la ragazza teme l'oscurità a causa di una bestia predatrice notturna, ma lei sfida la notte e scopre un alieno che le regala una nuova luce. La ragazza la usa per creare le stelle e cresce fino a diventare una regina guerriera.
- Interpreti: Kenric Green (Mike Burnham) e Kyrie Mcalpin (Michael Burnham).

## Ephraim e Dot
- Titolo originale: Ephraim and Dot
- Diretto da: Michael Giacchino
- Scritto da: Chris Silvestri & Anthony Maranville

### Trama
Ephraim, una tardigrada in cerca di un posto dove deporre le uova, si imbatte nella USS Enterprise, ma viene attaccata da un drone riparatore chiamato Dot. Quando l'Enterprise si autodistrugge, Dot mette in salvo le uova di Ephraim. Quando le uova si schiudono, la tardigrada, riconoscente, porta con sé il drone nella rete miceliare.
- Interpreti: Kirk Thatcher (narratore), con registrazioni di archivio di William Shatner (James T. Kirk), Ricardo Montalbán (Khan Noonien Singh) e George Takei (Hikaru Sulu).
- L'episodio, realizzato in computer grafica, rievoca dal punto di vista della tardigrada l'arco di tempo che va dal 2266 al 2285, ossia tutta la serie originale fino al film Alla ricerca di Spock, in cui l'Enterprise viene distrutta da Kirk.[5]

## Figli di Marte
- Titolo originale: Children of Mars
- Diretto da: Mark Pellington
- Scritto da: Kirsten Beyer, Jenny Lumet e Alex Kurtzman

### Trama
Kima e Lil, due ragazzine compagne di scuola sulla Terra, sviluppano una forte rivalità, arrivando a picchiarsi, ma vengono unite da una comune tragedia quando la colonia su Marte e le sue stazioni in orbita, dove lavorano i loro genitori, vengono attaccate dalla ribellione dei sintetici. Durante le immagini d'archivio dei notiziari appare un'immagine dell'ammiraglio Jean-Luc Picard, che definisce l'attacco "devastante".
- Interpreti: Ilamaria Ebrahim (Kima), Sadie Munroe (Lil)
- L'episodio, in seguito incluso nel cofanetto home video della prima stagione di Star Trek: Picard, è una sorta di teaser trailer per quella serie televisiva.[4]